# Révision (comptabilité)
Pour les articles homonymes, voir révision.
La révision des comptes est le processus qui, en comptabilité, permet de vérifier et d'apurer le solde des comptes de bilan avant de clore un exercice ou une période comptable. Selon les entreprises, la révision comptable peut être réalisée par l'entreprise elle-même ou bien être confiée à un expert-comptable externe à l'entreprise.  
Elle est destinée à imputer les écritures en attente d'affectation, à rapprocher les comptes de trésorerie avec les relevés bancaires, à rapprocher les classes de comptes fournisseurs, clients et TVA avec les comptabilités auxiliaires, et à s'assurer de la cohérence des comptes de produits et de charges par analyse et comparaison avec les périodes précédentes en utilisant des ratios.

## Objectifs
La révision comptable a de nombreux objectifs tout d'abord ce processus permet de voir les anomalies dans les comptes et de s'assurer que l'entreprise maîtrise sa gestion des risques, mais cela permet surtout d'avoir des comptes fiables, des comptes réguliers, sincères et qui donnent une image fidèle de l'entreprise et de son patrimoine.

## La révision des comptes par cycle
Cela consiste à réviser les comptes qui sont liés ensemble, en mélangeant les comptes qui sont au bilan ou dans le compte de résultat. Cette méthode permet d'évaluer les risques que prend l'entreprise. On a par exemple un cycle pour les capitaux propres (C), pour les immobilisations (D), pour les stocks (E), pour le personnel (H), pour les produits (G), pour les achats (F)....

## La révision par comptes ou dans l'ordre de la balance
Cela consiste à réviser les comptes un par un, tous les comptes de la classe 1 à 7 sont analysés. Cependant cette méthode est très longue et elle n'évalue pas les risques, elle est peu utilisée par les entreprises et les cabinets d'expertise-comptable.